# نقفور (اسم)
نقفور باللغة العربية اسم يوناني الأصل: نيكيفوروس Nikephoros أو نيسيفوروس Nicephorus ومعناه باليونانية جالب النصر. ولقد حمل اسم نقفور العديد من الشخصيات التاريخية أبرزهم عدد من الأباطرة البيزنطيين:
نقفور الأول
كان وزيراً للخزينة أو المالية في عصر الإمبراطورة إيريني وخلفها إمبراطوراً فيما يشبه الانقلاب عام 802 م إلى أن توفي في 26 يوليو من عام 811 م. ولد نقفور الأول عام 760 م وعاصر أمير المؤمنين الخليفة هارون الرشيد وحصلت بينهما مراسلات شهيرة أدت إلى حروب طويلة بين الروم والمسلمين.
نقفور الثاني
ولد عام 912 م من عائلة فوكاس المرموقة وأصبح إمبراطوراً عام 963 م خلفاً للإمبراطور رومانوس الثاني. توفي قتلاً في مؤامرة نفذها ابن أخته يوحنا تزيميسكس (الذي خلفه على العرش) بالتنسيق مع ثيوفانو زوجة نقفور الثاني. عاصر سيف الدولة الحمداني وبينهما حروب طويلة طبعت مرحلة هامة في التاريخ العربي- البيزنطي. شهدت الإمبراطورية البيزنطية في عهده العديد من الانتصارات التي أعادت لبيزنطية هيبتها بعد أن شهدت فترة من الضعف في الحقبة السابقة.
نقفور الثالث
ولد نقفور الثالث عام 1001م وأصبح إمبراطوراً عام 1078م إلى أن توفي عام 1081م. وصل إلى الحكم بعد أن أجبر الإمبراطور مايكل السابع على التنازل له عن العرش. أتى في مرحلة تميّزت بالانقسامات الداخلية في الإمبراطورية البيزنطية وتصاعد النفوذ السلجوقي في المنطقة.
اسم نقفور في العصر الحديث
هناك حالياً عائلة تحمل اسم نقفور في كل من بلدتيْ حاصبيا ودير ميماس في جنوب لبنان يعود أصولها إلى اليونان وفق معجم أسماء الأسر والأشخاص ولمحات من تاريخ العائلات: «ومن أثينا جاء الجد الأول نيكافور والذي عُرِّب قديماً بلفظ نقفور متطوعاً في حملة عسكرية، ويظهر أنه قُطِع في وادي التيم أو أُسِر فسكن حاصبيا.»